# مارك لينر
مارك لينر عالم آثار أمريكي لديه أكثر من 30 عامًا من الخبرة في التنقيب في مصر.

## حياته
ولد مارك في نورث داكوتا عام 1950. بصفته مديرًا لجمعية أبحاث مصر القديمة (AERA)، منهجه هو إجراء تحقيق أثري متعدد التخصصات. يتم فحص كل كائن محفور بواسطة متخصصين لإنشاء صورة شاملة لموقع أثري من المباني وصولاً إلى جراثيم حبوب اللقاح. يدير فريقه الدولي حاليًا مشروع رسم خرائط هضبة الجيزة، حيث يقوم بالتنقيب ورسم خرائط للمدينة القديمة لبناة مجمع أهرامات الجيزة، الذي يعود تاريخه إلى الأسرة الرابعة في مصر. اكتشف أن الهرم G1-a، أحد الأهرامات الفرعية للهرم الأكبر، ينتمي إلى حتب حرس الأول؛ كان يعتقد في الأصل أنه ينتمي إلى الملكة ميريت إيت إس الأولى.

## التعليم والوظيفة

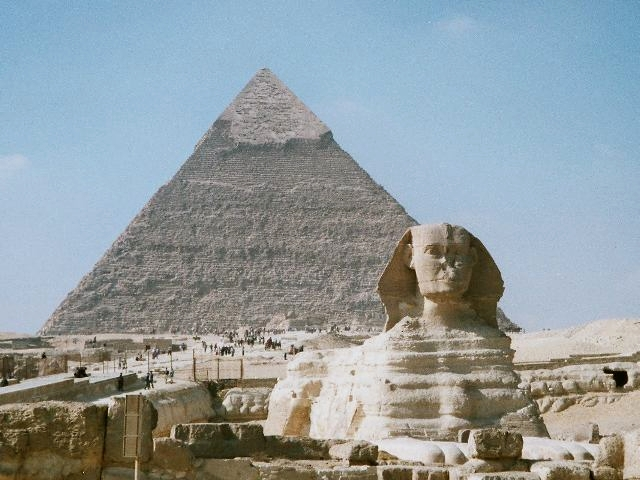
أبو الهول في هضبة الجيزة في مصر

ذهب لينر لأول مرة إلى مصر كطالب في السبعينيات. مفتونًا بأسرار «النبي النائم»، إدغار كايس، وجد لينر «أن مفاهيمي الأولية عن الحضارة القديمة على طول نهر النيل لا يمكن أن تصمد أمام الواقع الأساسي لهضبة الجيزة». التفت إلى طريقة الاكتشاف العلمية من أجل فهم الثقافة بشكل أفضل، وعاد بعد بضع سنوات لإكمال درجة الدكتوراه في جامعة ييل. كانت أطروحة لينر لعام 1991 بعنوان «علم آثار الصورة: تمثال أبو الهول بالجيزة».
قام فريق لينر مؤخرًا بتضمين أجزاء من معبد وادي منقرع والمدينة المرتبطة بنصب الملكة خينتكاويز في أعمال التنقيب التي أجراها. تم تسجيل الموسم الميداني لـ جمعية أبحاث مصر القديمة لعام 2009 في مدونة. أقامت جمعية أبحاث مصر القديمة عددًا من المدارس الميدانية الأثرية لمفتشي الآثار المصريين تحت رعاية المجلس الأعلى للآثار في مصر. أجرى فريق جمعية أبحاث مصر القديمة دورات أساسية ومتقدمة في الجيزة، بالإضافة إلى دورات في علم آثار الإنقاذ على طول شارع أبو الهول شمال معبد الأقصر في مدينة الأقصر.
كتاب لينر، «الأهرامات الكاملة» (1997)، هو فهرس شامل لمواقع الأهرام العديدة في مصر. ظهر في العديد من البرامج التلفزيونية عن مصر القديمة. يعمل أستاذًا مساعدًا زائرًا للآثار المصرية في المعهد الشرقي بجامعة شيكاغو. شارك لينر في مناقشة الجمعية الأمريكية لتقدم العلوم التي تركزت حول الجدل الدائر حول عمر أبو الهول في الجيزة.
قام لينر أيضًا بدور البطولة وساعد في إنتاج العديد من الأفلام الوثائقية حول الأهرامات والتي يتم بثها بانتظام على ناشيونال جيوغرافيك. وقد جادل بأن مقبرة الجيزة بنيت في فترة 85 عامًا بين 2589 و 2504 قبل الميلاد.

## اعتمادات التلفزيون

### طاقم العمل
- في الهرم الأكبر (2002) (تلفزيون) (استشاري: علم الآثار)
- ألغاز مصر (1998) (مستشار علمي)
- إنقاذ أبو الهول (1998) (تلفزيون) (مستشار تاريخي)

### ظهور
- الأهرامات: كشفت الأسرار (2019) (تلفزيون)
- التاريخ السري لأبو الهول (2017) (تلفزيون)
- ألغاز أبو الهول[6] (2010) (تلفزيون)
- مفتاح التراث: بناة الهرم (2009) (تلفزيون)
- في الهرم الأكبر (2002) (تلفزيون)
- أسرار الفراعنة: مدينة الأهرامات المفقودة (2001) (تلفزيون)
- إنقاذ أبو الهول (1998) (تلفزيون)
- مصر: أسرار الفراعنة (1997) (تلفزيون)
- المومياوات: حكايات من سرداب المصريين (1996) (تلفزيون)
- سر أبو الهول (1993) (تلفزيون)
- هذا الهرم القديم (1992) (تلفزيون)
- ألغاز الأهرامات، حية (1988) (تلفزيون)

## كتب
- التراث المصري: بناء على قراءات إدغار كايس، فيرجينيا بيتش: ARE Press (1974).(ردمك 0-87604-071-7)
- الأهرامات الكاملة، سلوفينيا: التايمز وهدسون (1997).(ردمك 0-500-05084-8) النظام القياسي الدولي لترقيم الكتب 0-500-05084-8

## روابط خارجية
- جمعية أبحاث مصر القديمة - يتضمن روابط لمقاطع فيديو لينر على موقع يوتيوب
- مشروع رسم خرائط هضبة الجيزة نسخة محفوظة 7 يونيو 2013 على موقع واي باك مشين. في المعهد الشرقي بجامعة شيكاغو
- مارك لينر في قاعدة بيانات الأفلام على الإنترنت
- يرفض العلماء ادعاء أن أبو الهول أقدم بكثير